# Takuya Mikami
Takuya Mikami (jap. 三上 卓哉 Mikami Takuya; ur. 13 lutego 1980) – japoński piłkarz występujący na pozycji obrońcy.

## Kariera klubowa
Od 2002 do 2011 roku występował w klubach Urawa Reds, Kyoto Sanga FC i Ehime FC.